# Tunisi top secret
Tunisi top secret  è un film del 1959 diretto da Bruno Paolinelli.

## Trama
Barbara, Simone e Kathy si recano a Monastir per effettuare un servizio fotografico: una delle tre ragazze dovrà cercare di sedurre il principe ereditario e, durante l'incontro, le altre due dovranno scattare delle foto compromettenti per venderle poi a riviste scandalistiche. Arrivano in Tunisia anche tre agenti dei servizi segreti inglesi, per tutelare il principe da un attentato minacciato dai nemici di suo padre, che a tale scopo nel frattempo hanno inviato sul posto due sicari e una affascinante danzatrice, Sherazad.
Nessuna di queste persone conosce il principe di persona, così avviene una serie di contrattempi ed equivoci piccanti e alla fine né i sicari, né le ragazze riusciranno a portare a compimento i loro progetti, ma queste ultime troveranno l'amore rispettivamente in due degli agenti inglesi e in un medico tunisino.